# Мачешанский район
Мачешанский район — административно-территориальная единица в составе Сталинградского края, Сталинградской и Балашовской областей, существовавшая в 1935—1959 годах. Центр — село Мачеха.
Мачешанский район был образован в составе Сталинградского края 25 января 1935 года из части Еланского района.
В состав района вошли сельсоветы Александровский, Н.-Ежевский, Красно-Таловский, Мачешанский, Михайловский, Нахаловский, Ново-Николаевский, Носовский, Петровский, Тростяковский, Якушевский и Камышинский поселковый совет.
10 апреля того же года в Мачешансий район были переданы Астаховский, 2-й Каменский, Железинский и Хомутовский с/с Вязовского района.
5 декабря 1936 года Мачешанский район вошёл в Сталинградскую область.
14 января 1937 года Камышинский п/с был упразднён.
По данным переписи населения 1939 года: украинцы — 54,3% или 8851 чел., русские — 42,4% или 6907 чел.
17 ноября 1947 года был образован Политотдельский с/с.
13 сентября 1951 года Железинсий с/с был присоединён к Астаховскому.
9 июля 1953 года Ново-Никольский с/с был присоединён к Ионно-Ежовскому, Политодельский — к Мачешанскому, Носовский — к Красноталовскому, Петровский, Второкаменский и Астаховский — к Хомутовскому.
6 января 1954 года Мачешансий район был передан в Балашовскую область. К 1 января 1955 года в районе числилось 11 сельсоветов: Александровский, Ионо-Ежовский, Красноталовский, Мачешанский, Михайловский, Нахаловский, Ново-Никольский, Петровский, Тростянский, Хомутовский, Якушевский.
19 ноября 1957 года Мачешансий район был возвращён в Сталинградскую область. К тому времени был упразднён Петровский с/с.
27 августа 1959 года Мачешансий район был упразднён, а его территория разделена между Еланским и Киквидзенским районами.